# Kubota M4
Der Kubota M4 ist ein Standardschlepper mit Allradantrieb der M-Serie des Herstellers Kubota. Die seit 2018 produzierte Baureihe wird von einem Kubota-Vierzylinder-Dieselmotor angetrieben und mittlerweile in der zweiten Generation hergestellt. Der M4 ist dem mittleren Maschinensegment der Allrad-Traktoren zuzuordnen.

## Modellübersicht
Die Traktoren der M4-Serie sind die kleinsten Standardtraktoren des Herstellers und stammen aus Japan. Motoren, Getriebe, Achsen und Kabinen stammen aus eigener Produktion. Der M4 ist als Kompakttraktor vor allem für Hof, Grünland und Ackerflächen genutzt, oft als Zweit- oder Drittschlepper. Kubota M4 umfasst die M4002-Baureihe und die M4003-Baureihe.
Die M4-Serie ist der Nachfolger der Serie 60 von Kubota. 2018 lösten die Modelle M4062 und M4072 die in der Leistung ähnlichen Modelle M6060 und M7060 ab. Größte Änderung war unter anderem die größere Kabine mit der Möglichkeit einen Beifahrersitz einzusetzen sowie die stärkere Hubkraft der neuen Modelle, wodurch die Hublast am Heckkraftheber von 2,3 auf 2,5 t stieg. Die Baureihe M4002 wurde bis 2021 produziert.
2021 wurde die M4003-Baureihe als Nachfolger der M4002-Baureihe eingeführt. Die Baureihe besteht aus zwei Traktoren, dem M4063-Modell und dem M4073-Modell. Beide Modelle stehen auch als sogenannte ROPS-Version beziehungsweise kabinenloser Traktor mit Überrollschutzbügel zur Verfügung. Für die neuere Reihe werden Frontlader von dem französischen Hersteller MX zugeliefert.

### Leistungsübersicht über die M4002-Baureihe und M4003-Baureihe
|                                     | M4062 | M4072 | M4063 | M4073 |
| ----------------------------------- | ----- | ----- | ----- | ----- |
| Maximale Leistung kW/PS (ECE R 120) | 49/66 | 55/74 | 49/66 | 55/74 |

## Technik

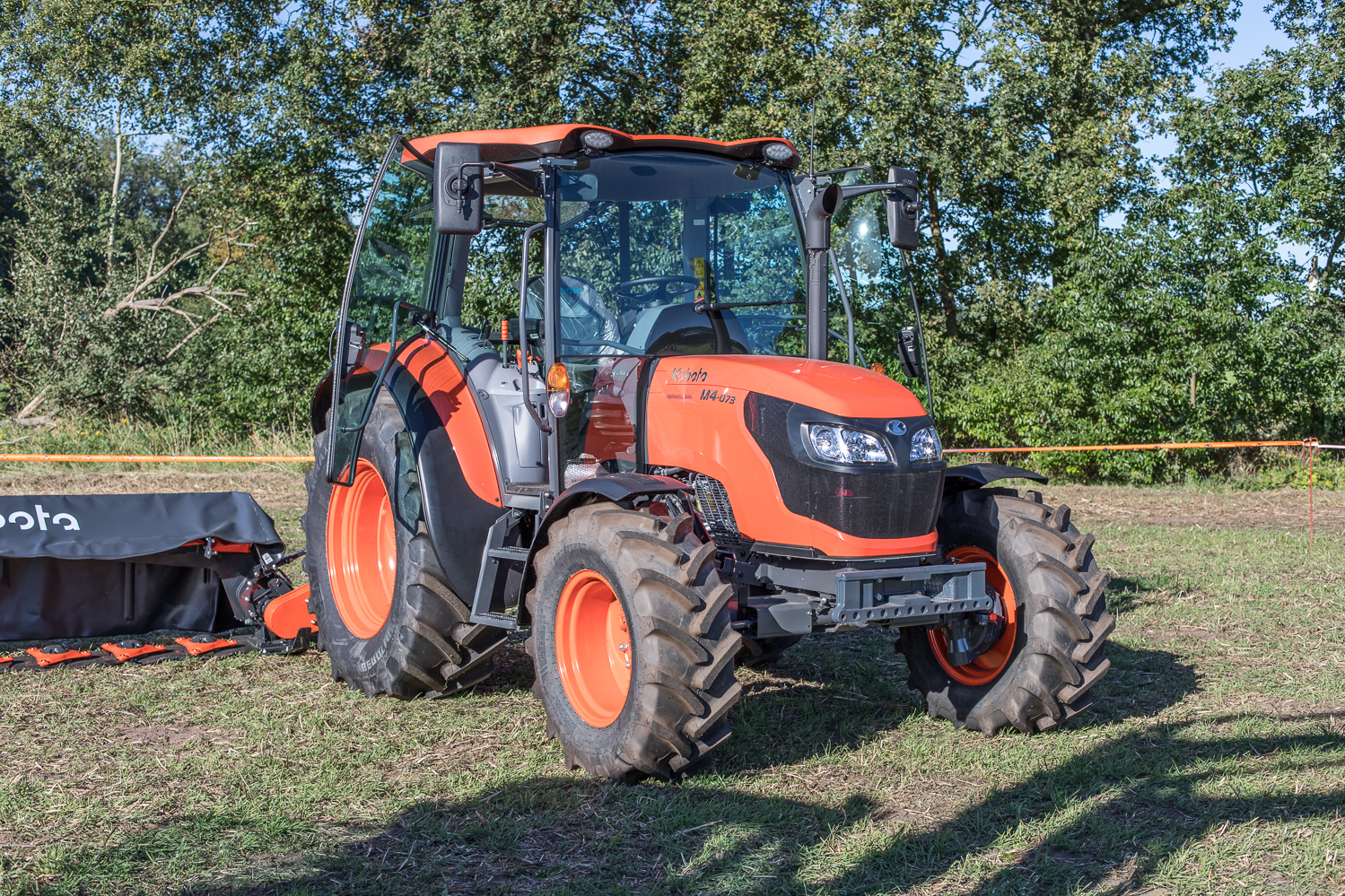
Kubota M4073

Der M4 ist ein Traktor aus dem mittleren Maschinensegment der Allrad-Traktoren mit Kubota-Vierzylinder-Dieselmotor. 

### M4002-Baureihe

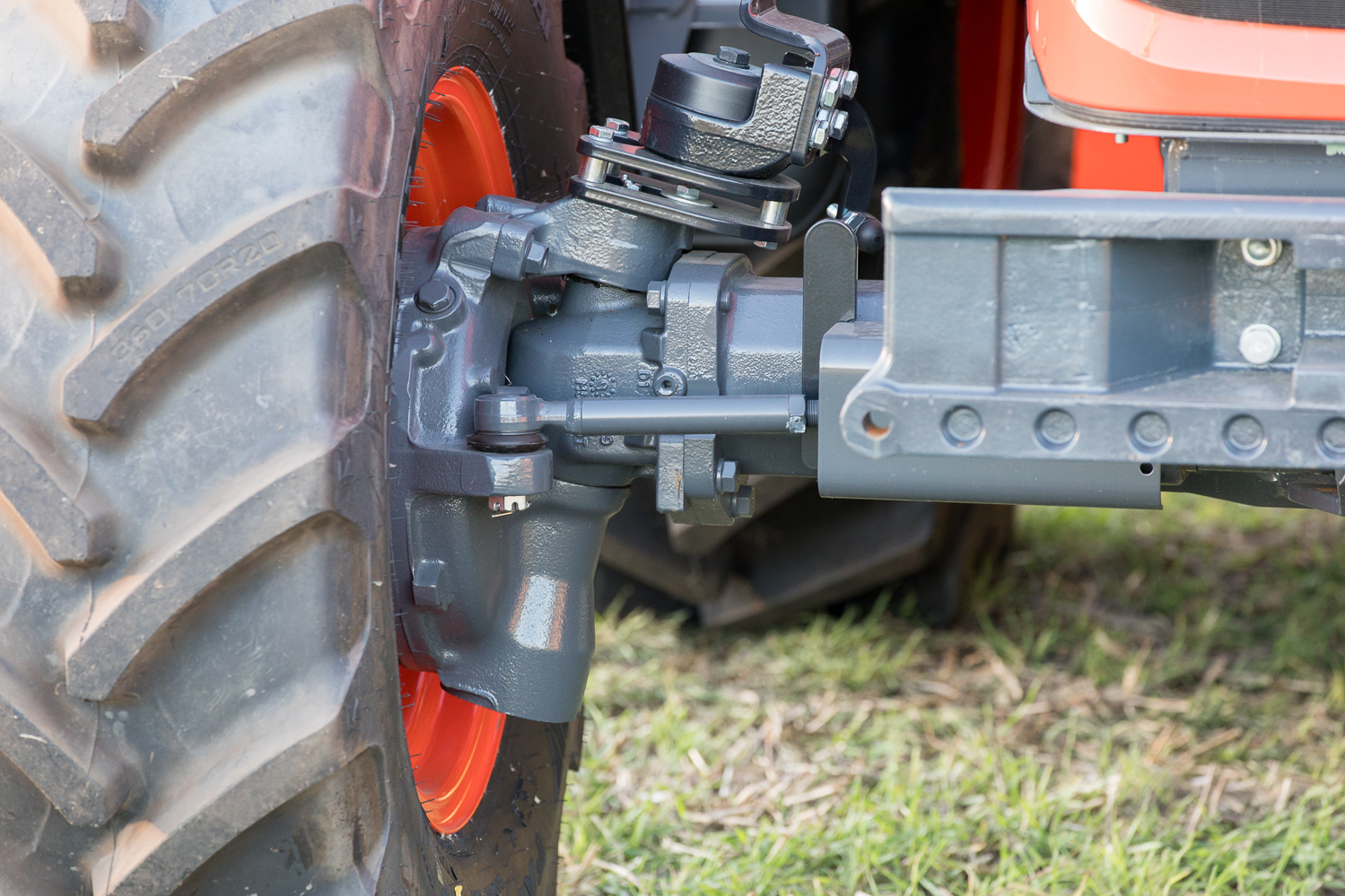
Kubota-M4073-Frontachse

Die Baureihe umfasst die zwei Modelle M4062 und M4072. Neben dem neuen Drehzahlspeicher wurde in der M4002-Reihe im Vergleich zu den Vorgängermodellen unter anderem eine größere Kabine samt Glasdach für eine bessere Sicht eingesetzt. Zudem wurde die Hubkraft von 2,3 auf 2,5 t erhöht. Mit dem integrierten Dieselpartikelfilter (DPF) in Kombination mit einem Dieseloxidationskatalysator erfüllt der Motor die Abgasstufe III B. Der Dieseltank fasst 90 l. An dem Motor und weiterer Technik änderte sich hingegen wenig. Die Nennleistung des M4062 liegt bei 49/66 kW/PS, die des M4072 bei 55/74 kW/PS. Der M4062 ist dem M4072 bis auf die Leistung weitgehend baugleich. Angetrieben werden die Fahrzeuge mit einem Vierzylindermotor Kubota V3307-CR-T-Motor mit 3,3 l Hubraum. Diese Bezeichnung steht für den Hubraum sowie Common-Rail-Einspritzung und Turbolader. Das Drehmoment wird über ein lastschaltbares Wendegetriebe übertragen. Es hat sechs Gänge in einer Doppel-H-Schaltung, die zusammen mit drei Gruppen 18 Übersetzungen erbringen. Durch eine lastschaltbare Wendeschaltung stehen die 18 Stufen auch beim Rückwärtsfahren zur Verfügung. Für den M4072 wurde die zweistufige Lastschaltung eingeführt, welche die Zahl der Übersetzungen auf 36/36 Stufen erweitert. Das Hydrauliksystem besteht aus einer Zahnradpumpe und bis zu drei Steuergeräten. Die Zahnradpumpe fördert bis zu 63 l/min. Die Zapfwelle bietet zwei Drehzahlen, standardmäßig 540/min oder auf Wunsch 540/min und 1000/min. Genau wie der Allradantrieb wird auch die Zapfwelle elektrohydraulisch mit nassen Lamellen geschaltet. Das Bremssystem besteht aus einer hydraulisch betätigten nassen Lamellenbremse mit automatischer Zuschaltung der Vorderachse. Der M4072 hat im Vergleich zu anderen Modellen der 75-PS-Klasse einen kleinen Wendekreisdurchmesser von 8,12 m. Die maximale Hublast am Hubende liegt bei 2500 kg. Das zulässige Gesamtgewicht der Traktoren beträgt 5500 kg, bei 3325 kg Leergewicht und einer Nutzlast von 2175 kg.

### M4003-Baureihe

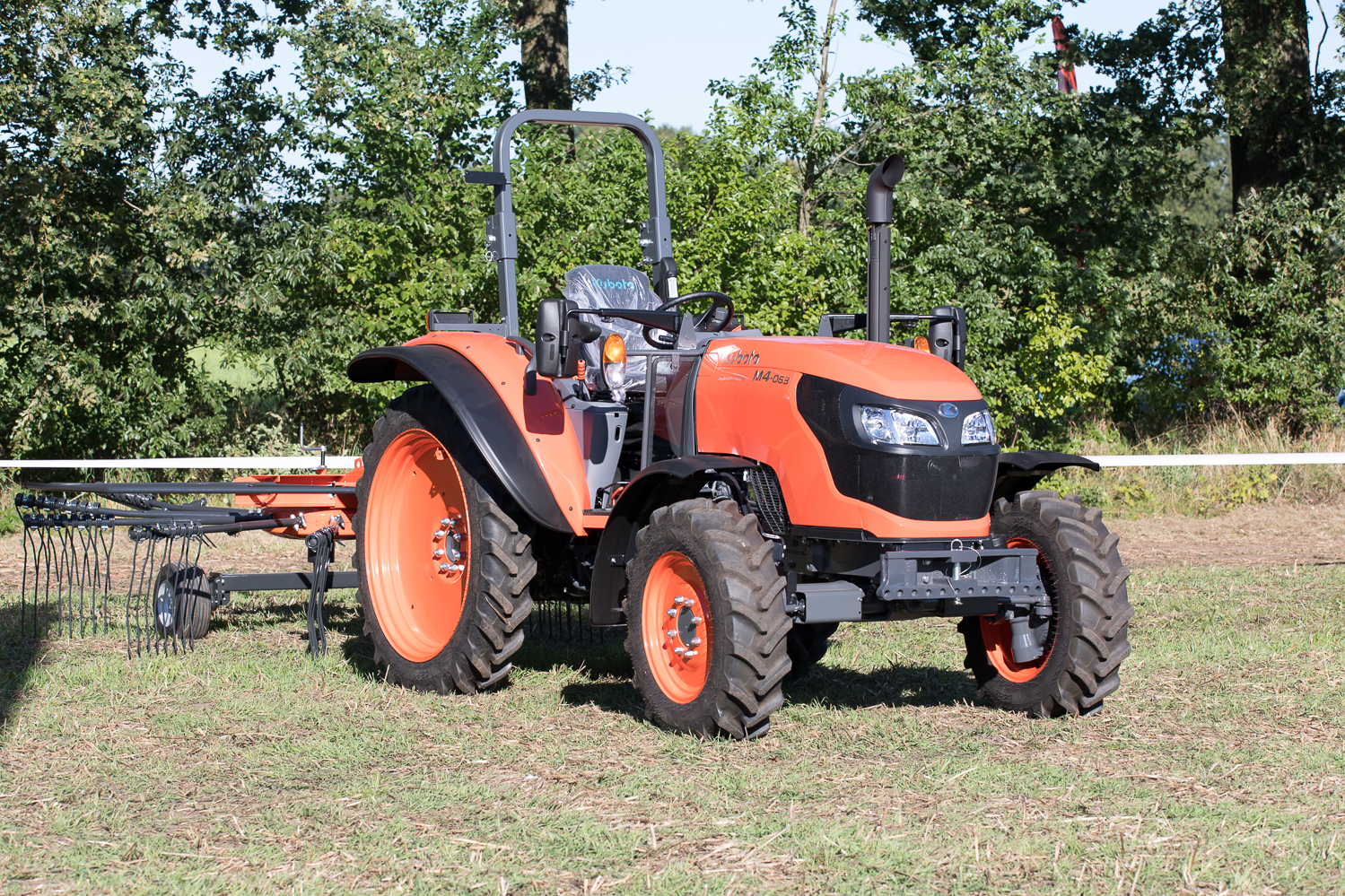
Kubota M4063 in der ROPS-Variante

Die M4003-Baureihe ist die Nachfolgereihe der M4002-Modelle. Die Baureihe besteht aus den Modellen M4063 und M4073. Im Gegensatz zu den Vorgängermodellen hat die M4003-Baureihe einen V3307-CR-TE5-Motor, weiterhin mit 3,3 l Hubraum, bei einer Nenndrehzahl von 2400/min. In Kombination mit dem Dieselpartikelfilter und dem Dieseloxidationskatalysator erfüllt der M4002 so die EU-Abgasnorm Stufe V. Zudem erfolgt die DPF-Regeneration jetzt bei niedrigeren Motordrehzahlen, das heißt bei 1100/min statt bei 2000/min. Darüber hinaus wurden viele technische Elemente von der Vorgängerreihe übernommen. Statt eines Kreuzgelenks an der Vorderachse überträgt weiterhin eine Portalachse mit Kegelradantrieb das Drehmoment an die Vorderräder, wodurch ein besonders großer Lenkeinschlag erzielt wird. Das Getriebe hat sechs synchronisierte Gänge in drei Bereichen, wodurch ein 18×18-Getriebe entsteht. Mit einem zusätzlichen Hi-Lo-Powersplit ist dieses Getriebe auch als 36×36 für das größere Modell M4073 erhältlich. Beide Modelle sind mit einem Overdrive-Getriebe ausgestattet, das bei einer Motordrehzahl von 1945/min eine Fahrgeschwindigkeit von 40 km/h ermöglicht. Wie der Motor und die Achsen ist auch das Getriebe eine eigene Konstruktion. Die Modelle sind serienmäßig mit 540/540E-Zapfwellendrehzahlen ausgestattet, wobei 540/1000/min wahlweise erhältlich sind. Eine Wegzapfwelle kann ebenfalls spezifiziert werden. Die Hydraulikleistung des hinteren Cat-II-Dreipunkthubwerks hat eine Hubkraft von 2500 kg und einen Hydraulikpumpendurchfluss von 63 l. Beide M4003-Modelle können wahlweise mit einem Kubota-LA1365-Frontlader ausgestattet werden. Das zulässige Gesamtgewicht beträgt weiterhin 5500 kg, bei einem Leergewicht von nun 3285 kg und einer Nutzlast von 2200 kg.

## Technische Daten
| Modell                               | M4073 |
| ------------------------------------ | --- |
| Motor                                | Kubota 3,3-l-Vierzylinder V3307-CR-TE4, mit Common-Rail-Einspritzung und Turbolader                            |
| Bohrung × Hub                        | 94 mm×120 mm                                                                                                   |
| Hubraum                              | 3300 cm³ |
| Maximale Leistung (ECE R120) kW (PS) | 55 (74) |
| Maximales Drehmoment                 | 237 Nm bei 1500/min                                                                                            |
| Getriebe                             | lastschaltbare 6 Fahrstufen mit 2 Lastschaltstufen und 3 Gruppen (Gangschaltung V18/R18)                       |
| Bremsanlage                          | nasse Scheibenbremsen in der Hinterachse, Allradzuschaltung; Druckluftanlage Option; Parksperre und Handbremse |
| Bereifung                            | vorne 320/85 R20, hinten 420/85 R30                                                                            |
| Kraftstoffbehältervolumen            | 90 l |
| Masse                                | 3285 kg (Grundausstattung mit Kabine)                                                                          |
| Zulässige Gesamtmasse                | 5500 kg |
| Radstand                             | 2140 mm |
| Bodenfreiheit                        | 550 mm |
| Länge                                | 3700 mm |
| Breite                               | 2160 mm |
| Höhe                                 | 2590 mm |
| Hublasten                            | 2500 kg |